# Mirosław Kukliński
Mirosław Kukliński (ur. 1 października 1959 w Tomaszowie Mazowieckim) – polski polityk i samorządowiec, poseł na Sejm III kadencji, w latach 2002–2006 prezydent, od 2014 do 2018 starosta tomaszowski.

## Życiorys
Z zawodu elektrotechnik. Został absolwentem III Liceum Ogólnokształcącego im. płk. Stanisława Hojnowskiego w Tomaszowie Mazowieckim. W 1997 ukończył studia na Wydziale Teologii Ogólnej Akademii Teologii Katolickiej w Warszawie.
W wyborach parlamentarnych w 1997 uzyskał mandat posła na Sejm III kadencji z listy Akcji Wyborczej Solidarność w okręgu piotrkowskim. Należał do Ruchu Społecznego AWS, wcześniej był działaczem Solidarnych w Wyborach. Pracował w Komisji Małych i Średnich Przedsiębiorstw oraz w Komisji Polityki Przestrzennej, Budowlanej i Mieszkaniowej. W 2001 bez powodzenia ubiegał się o ponowny wybór. Był również radnym sejmiku łódzkiego I kadencji.
W 2002, kandydując z współtworzonego przez Platformę Obywatelską i różne organizacje prawicowe lokalnego komitetu Chrześcijańskie Porozumienie Obywatelskie, został prezydentem Tomaszowa Mazowieckiego.
Działał w PO, z której wystąpił po wyborach parlamentarnych w 2005. W wyborach samorządowych w 2006 bez powodzenia ubiegał się o prezydencką reelekcję, startując z komitetu Chrześcijańskie Porozumienie Samorządowe (założonego w czerwcu tego samego roku) i przegrywając w drugiej turze przegrał z Rafałem Zagozdonem różnicą ponad 23 punktów procentowych. W przedterminowych wyborach parlamentarnych w 2007 bezskutecznie kandydował z listy Prawa i Sprawiedliwości. Pracował zawodowo jako dyrektor oddziału przedsiębiorstwa deweloperskiego
W wyborach samorządowych w 2014 i 2018 z ramienia PiS był wybierany na radnego powiatu tomaszowskiego. W grudniu 2014 został powołany na starostę tomaszowskiego, urząd ten sprawował do listopada 2018. W 2015 ponownie wystartował z listy Prawa i Sprawiedliwości do Sejmu. W 2019 został dyrektorem Zarządu Dróg Wojewódzkich w Łodzi.
W 2017 otrzymał Brązową Odznakę „Zasłużony dla Ochrony Przeciwpożarowej”.